# Сумер Сингх
Махараджа сэр Сумер Сингх (хинди सुमेर सिंह; 14 января 1898 — 3 октября 1918) — 26-й махараджа Джодхпура с 20 марта 1911 по 3 октября 1918, преемник своего отца, махараджи Сардара Сингха.

## Биография
Шумер Сингх родился 14 января 1898 года в Мехрангархе, Джодхпур. Старший сын Сардара Сингха (1880—1911), махараджи Джодхпура (1895—1911), и его первой жены, Махарани Шри Лакхсман Канварджи Маджи Сахибы (+ 1916).
В марте 1911 года в возрасте 13 лет он унаследовал титул Джодхпур гади после смерти своего отца и в том же году служил почетным пажом короля Великобритании Георга V на делийском дурбаре.
Получив образование в колледже Майо в Аджмере, и колледже Веллингтон в Беркшире, он правил в течение пяти лет под регентством своего двоюродного деда генерала махараджи сэра Пратапа Сингха из Идара, который отрекся от престола в Идаре, чтобы контролировать регентство в Джодхпуре.

## Военная служба
С началом Первой мировой войны молодой махараджа добровольно пошел на военную службу и в октябре 1914 года был произведен в чин почетного лейтенанта британской армии. 26 февраля 1916 года, через месяц после своего совершеннолетия, Сумер Сингх получил все полномочия от вице-короля, лорда Хардинджа собственной персоной. Вскоре после этого он покинул Индию и отправился на поля сражений на Западном фронте, возглавляя Джодхпурских уланов на британской службе в боях во Франции и Фландрии. В 1917 году ему было присвоено звание почетного майора британской армии. За свои заслуги Сумер Сингх был награжден и впоследствии посвящен в рыцари как рыцарь-командор ордена Британской империи (KBE) в 1918 году.

## Семья
9 декабря 1915 года Шумер Сингх женился на Пратафе Канварджи Маджи Сахибе, дочери Кумара Дживансинхджи Джаламсинхджи Сахиба из Сародара, ветви княжеской семьи Наванагара, и сестре игрока в крикет Ранджицинджи . 23 мая 1918 года он женился во второй раз на Умрао Канварджи Сахибе (+ 30 ноября 1949), дочери Тхакура Шри Сураджа Малджи из Соинтры, при Джодхпур Марваре.
От первой жены у Сумера Сингха была одна дочь:
- Махараджкумари Шри Кишор Кумариджи Байджилал Сахиба («Джо Диди») (20 сентября 1916, Мехрангарх, Джодхпур, — Дворец Рамбах, Джайпур, 30 апреля 1958), которая 24 апреля 1932 года в Джодхпуре стала второй женой махараджи Саваи Мана Сингха II, махараджи Джайпура.

## Смерть
Махараджа вернулся в Джодхпур в начале 1918 года, но умер 3 октября от пневмонии во дворце Ратанада. Он был кремирован в Мехрангархе. Поскольку после его смерти у него осталась только дочь, ему наследовал его младший брат Умайд Сингх.

## Награды
- Золотая медаль Дурбара в Дели 1911 года
- Звезда 1914 года (с застежкой августа — ноября 1914 года)
- Британская военная медаль
- Медаль Победы
- Рыцарь-командор ордена Британской империи (KBE) — награжден в 1918 году
- Большая цепь Ордена Нила в Египте — 1918